# Le Concierge (film)
Pour plus de détails, voir Fiche technique et Distribution.
Le Concierge (The Caretaker) est un film britannique réalisé par Clive Donner, sorti en 1963.
Il s'agit de l'adaptation cinématographique de la pièce éponyme d'Harold Pinter avec la distribution de la première production sur Broadway.

## Synopsis
Aston invite Davies chez lui (une pièce unique encombrée d'un bric-à-brac) après l'avoir tiré d'une dispute dans un café. Davies finit par accepter l'offre d'Aston de l'héberger temporairement, n'ayant ni argent, ni domicile, ni papiers. Il se révèle vite être un vieil homme opportuniste, parasitique et peu amène, se plaignant de tout et volontiers raciste. Mick, propriétaire de la maison dans laquelle vit son frère Aston, semble irrité par l'intrusion de Davies et le rudoie. Aston propose à Davies d'être gardien de l'immeuble mais sa patience finit par s'user devant l'égoïsme du vieil homme. Davies tente alors d'obtenir l'appui de Mick contre son frère, mais la manœuvre échoue. À la fin de la pièce Davies en appelle à nouveau à Aston mais il est clair que ce sera en vain.

## Fiche technique
- Titre français : Le Concierge
- Titre original : The Caretaker
- Réalisation : Clive Donner
- Scénario : Harold Pinter
- Production : Michael Birkett[1]
- Musique : Ron Grainer
- Photographie : Nicolas Roeg
- Montage : Fergus McDonell
- Décors : Reece Pemberton
- Pays d'origine : Royaume-Uni
- Langues : anglais
- Format : Noir et Blanc - Mono
- Genre : Drame
- Durée : 105 minutes
- Dates de sortie :
  - juin 1963 Berlinale,  Allemagne
  - juillet 1963  Royaume-Uni
  - 20 janvier 1964  États-Unis (New York)

## Distribution
- Donald Pleasence : Davies
- Alan Bates : Mick
- Robert Shaw : Aston

## Récompenses et distinctions
- 1963 : Clive Donner obtient l'Ours d'argent extraordinaire à la Berlinale

### Revue de presse
- Alain Taleu, « The Caretaker », Téléciné no 127, Paris, Fédération des Loisirs et Culture Cinématographique (FLECC), janvier-février 1966, p. 52,  (ISSN 0049-3287)